# Option sur taux
Une option sur taux (Interest Rate Option en anglais) donne le droit à l'acheteur d'emprunter un montant déterminé (Cap) ou d'en prêter un (Floor) à un taux d'intérêt fixé (taux d'intérêt d'exercice) pour une durée spécifique.

## Cap
Un Cap est une option de type option d'achat sur un taux d'intérêt taillé sur mesure.
L'acheteur d'un Cap détermine au préalable le taux qu'il souhaite payer au maximum pour son emprunt; le vendeur s'engage à payer à l'acheteur du Cap la différence de taux s'il dépasse le niveau convenu. Un cap donne donc à l'acheteur la certitude de pouvoir emprunter à un taux d'intérêt maximal pendant la période déterminée au moment de l'achat.

## Floor
Un Floor est l'inverse d'un Cap et a trait au prêteur.
L'acheteur d'un Floor détermine au préalable le taux qu'il souhaite recevoir au minimum pour son placement en échange d'une prime. Il recevra la différence de taux du vendeur si le taux baisse sous le niveau convenu. Un floor donne donc à l'acheteur la certitude de pouvoir prêter à un taux d'intérêt minimal pendant la période fixée au moment de l'achat.

## Collar
Un Collar est une combinaison d'un achat de Cap et d'une vente de Floor ou l'inverse.
Un acheteur (vendeur) d'un Collar achète (vend) un Cap à un taux d'intérêt déterminé et vend (achète) un Floor pour un prix d'exercice inférieur. Les deux taux d'intérêt déterminent le maximum et le minimum du prêt et de l'emprunt.

## Caractéristiques
Nous parlons d'un montant notionnel (fictif) dans le contrat d'option, car le vendeur de l'option ne doit payer à l'acheteur de l'option que la différence entre le taux d'intérêt de référence et le taux d'intérêt d'exercice.
Une option sur taux détenue jusqu'à l'échéance protège l'emprunteur face à tout mouvement de taux défavorable.
La contrepartie paie la différence de taux en espèces en échange du paiement d'une prime.

## Risques & Utilisation
Les caps over-the-counter (OTC) protègent leurs détenteurs contre des hausses de taux (option pour l'emprunteur).
L'acheteur d'une cap souhaite se couvrir face à une hausse de taux, soit, en d'autres termes, empêcher que le taux d'intérêt d'une devise spécifique ne dépasse lors d'une période donnée un certain niveau moyennant le paiement d'une prime.
Les floors OTC protègent leurs détenteurs contre des baisses de taux (option pour le préteur).
Un floor est acheté par les investisseurs disposant de dépôts et désirant se couvrir face à une éventuelle baisse des taux. Cette technique est également utilisée par les emprunteurs souhaitant comprimer leur charge d'intérêts grâce à la prime reçue.
Le principal désavantage d'un cap ou d'un floor est la prime à payer. Celle-ci peut parfois se révéler assez élevée, surtout pour une couverture de longue durée ou lorsque les taux d'intérêt sont soumis à d'importantes fluctuations. N'oublions toutefois pas que c'est précisément pour cette raison que des options sur taux sont conclues, d'où des montants assez considérables.
La motivation d'achat d'un collar peut être de deux ordres:
- soit la volonté de se prémunir contre une hausse des taux et abandonner un avantage de taux possible en échange d'une moindre prime.
- soit l'acheteur, pour une même prime, peut déterminer un niveau de charge d'intérêts maximale moins élevé qu'à l'achat d'une cap.